# E la chiamano estate (film)
E la chiamano estate è un film del 2012 diretto da Paolo Franchi, presentato in concorso alla settima edizione del Festival Internazionale del Film di Roma,  destando scalpore nella stampa italiana e conquistando due premi quali quelli della migliore regia a Paolo Franchi e migliore interpretazione. Il titolo ricalca l'omonimo brano musicale di Bruno Martino del 1965.

## Trama
Dino e Anna sono due quarantenni: è la vicenda del loro amore "non convenzionale" e trasgressivo. Lei resta sempre innamorata, ma Dino si estranea da rapporti fisici con la donna: preferisce incontri con prostitute e con frequentatrici di locali per “scambisti”. Poi l'uomo va a cercare gli ex fidanzati di Anna e, per scoprire che tipo di rapporto costoro avevano con sua moglie, li invita a prendere a letto il suo posto accanto a lei.

## Produzione
Con il contributo di Apulia Film Commission, il film è girato a settembre 2011 tutto in Puglia: in particolare a Bari (lungomare, centro della città, piazza Luigi di Savoia, via Putignani, negozio "Minotti" accanto al Teatro Kursaal Santalucia), Monopoli e nelle spiagge della Marina di Ostuni ed a Fasano.

## Distribuzione
La distribuzione è curata nelle sale da Officine UBU. Il film è uscito nelle sale il 22 novembre 2012, con il divieto per i minori di 14 anni.

## Riconoscimenti
- 2012 - Festival Internazionale del Film di Roma
  - Premio per la migliore regia a Paolo Franchi
  - Migliore interpretazione femminile a Isabella Ferrari
  - Candidatura Marc'Aurelio d'Oro per il miglior film